# Mahfoud Boukadoum
Farid Hahfoud Boukadoum (en arabe : فريد محفوظ بوقادوم) est un footballeur international algérien né le 14 avril 1954 à Sidi Mezghiche dans la wilaya de Skikda. Il évoluait au poste d'attaquant.

## Biographie

### En club
Il évoluait en première division algérienne avec le club de la JS Kabylie, puis il revient finir sa carrière footballistique dans son club formateur, l'ES Collo.

### En équipe nationale
Il reçoit quatre sélections en équipe d'Algérie en 1979. Son premier match a eu lieu le 28 février 1979 contre la Turquie (victoire 0-1). Son dernier match a eu lieu le 22 avril 1979 contre le Mali (défaite 1-0).

## Palmarès
| JS Kabylie - Championnat d'Algérie (1) : - Champion : 1979-80. - Coupe d'Algérie : - Finaliste : 1978-79. |  | ES Collo - Coupe d'Algérie : - Finaliste : 1985-86. |